# Llengües egípcies
Les llengües egípcies són una subfamília de les llengües afroasiàtiques, que inclouen tant l'egipci clàssic com els seus descendents posteriors, l'egipci demòtic i el copte. L'única d'aquestes llengües que encara té ús és el copte, que s'utilitza com a llengua litúrgica a l'Església ortodoxa copta.
La llengua egípcia va utilitzar, fins al segle v, el sistema d'escriptura demòtic, i l'alfabet copte fins al segle xvii. Els registres escrits de l'idioma egipci daten del 3200 aC esdevinguent així una de les llengües escrites més antigues conegudes. La llengua nacional moderna d'Egipte és l'àrab, la qual va anar reemplaçant gradualment el copte com a llengua vehicular de la vida diària després de la conquesta musulmana del país.

## Diversitat i períodes
Les llengües egípcies, històricament testimoniades, mostren variació diatòpica i diacrònica. La variació diatòpica o geogràfica mostra peculiaritats en la llengua usada en cada ciutat. La variació diacrònica es refereix als canvis lingüístics que, a llarg termini, tenen l'efecte de fer inintel·ligibles les formes més antigues de la llengua per als parlants posteriors.
Tot i que hi ha diversos intents de classificar millor les llengües afroasiàtiques, no hi ha consens sobre amb quines branques de l'egipci afroasiàtic està més estretament relacionada. Sorprenentment, l'egipci aparentment va perdre completament la conjugació del prefix afroasiàtic en una etapa primerenca, però el trípode format amb sufixos va romandre en la forma del pseudoparticipi egipci i fragmentàriament en el qualitatiu copte. A l'àrea de la inflexió nominal, entre les nombroses opcions de formació del plural de l'idioma original en egipci, va prevaler la terminació -w, mentre que totes les altres opcions de formació van ser suprimides. Només no es pot descartar un plural a causa de canvis de vocals. L'egipci també mostra tota una sèrie de canvis significatius a l'àmbit del sistema fonètic.
Es parla de llengües egípcies en comptes de llengua egípcia no tant a causa del fet que, simultàniament, existissin diverses varietats diatòpiques d'egipci, sinó pel fet que la que podria ser anomenada «la mateixa llengua» és bastant diferent entre un període i un altre. La gramàtica i la fonologia de la llengua d'un període pot arribar a diferir molt de la d'altres períodes, fins a fer virtualment incomprensible dues variants diacròniques d'aquesta mateixa llengua (en el mateix sentit que el llatí és pràcticament incomprensible per als parlants de les llengües romàniques); és per això que s'ha de parlar de «diferents llengües egípcies». Convencionalment, els estudiosos agrupen les variants de llengües egípcies en sis períodes cronològics grans:
- Egipci arcaic (abans del 2600 aC)
- Egipci antic (2600 aC-2000 aC)
- Egipci mitjà (2000 aC-1300 aC)
- Egipci tardà (1300 aC-700 aC)
- Demòtic (segle vii aC-segle v dC)
- Copte (segle iv dC-segle xvii dC)[2]

Els primers escrits en llengua egípcia daten del 3200 aC. Aquests textos primerencs són generalment agrupats sota la denominació d'egipci arcaic. L'egipci antic va ser parlat al voltant de 500 anys, a partir del 2600 aC; l'egipci mitjà es va parlar a partir del 2000 aC i durà uns 300 anys, fins que va evolucionar al que podem anomenar egipci tardà; l'egipci mitjà, però, va perdurar diversos segles com a llengua escrita —similar a l'ús del llatí durant l'edat mitjana o el modern àrab clàssic. El demòtic va aparèixer cap a l'any 650 aC i va perdurar com a llengua parlada fins al segle V dC. Podem parlar de l'aparició del copte al voltant del segle iv dC i va perdurar com a llengua viva fins al segle xvii. El dialecte bohairic del copte és encara usat per les esglésies cristianes egípcies.
L'egipci antic, mitjà i tardà van ser escrits utilitzant jeroglífics i l'escriptura hieràtica. El demòtic es va escriure utilitzant un sistema derivat de l'escriptura hieràtica; l'aparença és vagament semblant a l'escriptura moderna d'àrab i també solia escriure's de dreta a esquerra (encara que no guarden cap relació). El copte s'escriu utilitzant l'alfabet copte, que es basa en l'alfabet grec amb l'adició d'alguns símbols presos del demòtic per a aquells sons que no existien en el grec antic.
L'àrab va esdevenir la llengua de l'administració política d'Egipte després de la conquesta islàmica del segle vii i va reemplaçar gradualment el copte com a llengua parlada pel gruix de la població. Prèviament, l'arameu, primer, i el grec hel·lenístic, després, havien estat les llengües administratives d'Egipte, però aquestes llengües no van arribar mai a substituir l'egipci demòtic ni el copte com a llengua parlada per la majoria de la població, sinó que van coexistir en la societat.

## Descripció lingüística
L'egipci presenta diverses característiques pròpies de les llengües afroasiàtiques. La majoria de formes lèxiques consten d'arrels de tres consonants, per exemple, <NFR> ‘bell, bé’. De vegades, hi ha arrels de dues consonants com, per exemple, < r ʕ> ‘Sol’ (ʕ indica una fricativa faríngia sonora). També hi ha arrels encara més grans, arribant a tenir fins a cinc consonants.

### Fonologia
A partir d'aquestes arrels i mitjançant la inserció de les vocals i d'altres consonants es deriven altres paraules, amb significats diferents, de la mateixa manera que ho fan avui dia l'àrab, l'hebreu i d'altres llengües afroasiàtiques. Com que les vocals no eren escrites en l'idioma egipci (excepte en el copte), això fa difícil reconstruir-ne les paraules i, per tant, el terme ʔnḫ podria significar ‘vida, viure, vivint’' (ʔ indica una oclusiva glotal). En les transcripcions modernes s'ha pres la convenció de representar les vocals egípcies amb <a, i, o>; així, el nom Tut-ank-Amon, que era escrit <tut ʔnḫ IMN> o <IMN-tut- ʔnḫ>, és transcrit, per convenció, Tut-ank-Amon. Es tracta d'una convenció basada en la pronunciació de l'idioma copte, ja que es desconeix la que s'utilitzava realment; segurament aquesta pronunciació, com passa en totes les llengües vives, va patir variacions al llarg de tres mil anys.
Fonològicament, l'egipci diferenciava consonants bilabials, labiodentals, alveolars, palatals, velars, uvulars, faríngies i glotals, en una disposició similar a la de l'àrab. L'ordre de les paraules és verb-subjecte-objecte. Per tant, no es diria «l'home obre la porta» sinó «obre l'home la porta». També feia servir l'anomenat estatus constructus, que combina dos o més noms per expressar el genitiu, similar a les llengües semítiques i les amazigues. La taula següent resumeix les oclusives el valor fonètic de les quals ha estat aproximadament reconstruït a partir de la transcripció de noms propis, la comparació amb altres llengües i l'evidència de l'idioma copte:
|                   | labials                     | labials                 | alveolars                   | alveolars            | palatals                    | palatals             | velars                      | velars               | uvulars                     | uvulars              |
|                   | transliteració convencional | valor fonètic aproximat | transliteració convencional | valor fonètic aprox. | transliteració convencional | valor fonètic aprox. | transliteració convencional | valor fonètic aprox. | transliteració convencional | valor fonètic aprox. |
| ----------------- | --------------------------- | ----------------------- | --------------------------- | -------------------- | --------------------------- | -------------------- | --------------------------- | -------------------- | --------------------------- | -------------------- |
| Oclusiva sorda    | p                           | [p]                     | t                           | [t]                  | T                           | [ch]                 | k                           | [k]                  | q (k)                       | [q]                  |
| Oclusiva sonora   | b                           | [b]                     |                             |                      |                             |                      |                             |                      |                             |                      |
| Oclusiva emfàtica |                             |                         | d                           | [d]                  | d                           | [di]                 | g                           | [g]                  |                             |                      |

### Gramàtica
En les primeres etapes de l'idioma egipci no existien els articles, és a dir, no hi havia paraules per expressar «el/la» o «un/una». En el període tardà es van usar les partícules <p3, T3> i <n3> com a quasi articles. Com altres llengües afroasiàtiques, l'egipci feia servir dos gèneres gramaticals, femení i masculí. També tenia tres possibilitats per al nombre gramatical: singular, dual i plural, encara que existí una tendència a la pèrdua del nombre dual en l'egipci tardà.

## Escriptura egípcia
La majoria dels textos que han sobreviscut en llengua egípcia estan escrits utilitzant jeroglífics sobre pedra. El nom natiu de l'escriptura jeroglífica egípcia és zẖꜣ n mdw-nṯr ("escriptura de les paraules dels déus"). No obstant això, en l'antiguitat, la majoria dels textos van ser escrits sobre papirs en escriptura hieràtica i, més tard, demòtica. Hi havia també una forma d'escriptura jeroglífica cursiva, usada per a documents religiosos sobre papir, com en molts textos del Llibre dels Morts. Aquest sistema d'escriptura és més simple d'utilitzar que els jeroglífics en les inscripcions sobre pedra, però no era tan cursiva com el hieràtic, perquè no tenia una àmplia utilització de nexes. Addicionalment, hi havia una escriptura anomenada hieràtic lapidari. Durant l'etapa de desenvolupament final de la llengua, l'alfabet copte va reemplaçar l'antic sistema d'escriptura.
Els jeroglífics s'empren de dues formes en els textos egipcis: com a ideogrames per a representar la idea representada per les imatges i, més comunament, com a fonogrames per a representar el seu valor fonètic.
Com la realització fonètica de l'egipci no pot conèixer-se amb certesa, els egiptòlegs utilitzen un sistema de transliteració per a denotar cada so que podria ser representat per un jeroglífic uniliteral.
L'erudit egipci Gamal Mokhtar va argumentar que l'inventari de símbols jeroglífics derivava de "la fauna i la flora utilitzades en els signes [que] són essencialment africanes" i en "el que respecte a l'escriptura, hem vist que un origen purament nilòtic, per tant africà, no sols no està exclòs, sinó que probablement reflecteix la realitat", encara que va reconèixer que la situació geogràfica d'Egipte ho va convertir en receptacle de moltes influències.
El nom nadiu per al sistema d'escriptura jeroglífica egipci era SH3 núm MDW NTR (‘escriptura de les paraules dels déus’). Els jeroglífics eren emprats de dues maneres en els textos: com a ideogrames que representen la idea descrita per les figures i, més comunament, com a fonogrames que en denoten el valor fonètic.

## Influència en altres llengües
La llengua egípcia va sobreviure durant l'Edat mitjana i principis de l'Edat Moderna en forma de llengua copta. El copte va sobreviure més enllà del només segle xvi  com a llengua vernacla aïllada i com a llengua litúrgica de les esglésies copta ortodoxa i copta catòlica. El copte també va tenir un efecte durador en l'àrab egipci, que va substituir al copte com a principal llengua quotidiana a Egipte; el substrat copte de l'àrab egipci apareix en uns certs aspectes de la sintaxi i, en grau més baix, en el vocabulari i la fonologia.
En l'antiguitat, l'egipci va exercir una certa influència en el grec clàssic, de manera que diversos préstecs egipcis al grec perduren en l'ús modern. Alguns exemples són:
- banús (egipci hbnj, a través del grec i després del llatí)
- ivori (egipci ꜣbw, a través del llatí)
- natró (egipci nṯrj, a través del grec)
- lliri (egipci ḥrrt, copte hlēri, via a través del grec)
- ibis (egipci hbj, via a través del grec)
- oasi (egipci wḥꜣt, via a través del grec)
- barcassa (egipci bꜣjr, via a través del grec)
- possiblement gat[a]
- faraó (egipci pr ꜥꜣ, lit. "gran casa", via hebreu i grec)